# WebGL
A WebGL (Web-based Graphics Library, „webalapú grafikus könyvtár”) egy programkönyvtár, ami – kompatibilis webböngészőn futtatva – a JavaScript programozási nyelvet kiegészíti 3D-s számítógépes grafikai lehetőségekkel. A WebGL a canvas HTML-elem egy kontextusa, ami 3D számítógépes grafikai API-t nyújt pluginek használata nélkül. A specifikációt 1.0 verziószámmal jelentették meg, 2011. március 3-án. A WebGL-t a nonprofit Khronos Group kezeli.

## Design
A WebGL az OpenGL ES 2.0-án alapul, 3D-grafikai API-t nyújt. A HTML5 canvas elementet használja, Document Object Model-interfészeken lehet hozzáférni. A JavaScript nyelv részeként automatikus memóriakezelést is tartalmaz.

## Megvalósítás

### Asztali böngészők
- Mozilla Firefox - A WebGL-támogatás a Firefox 4.0-tól él, engedélyezve van minden megfelelő grafikus kártyával és friss driverekkel rendelkező platformon.[5]
- Google Chrome - A WebGL-támogatás a Chrome 9-től kezdve  engedélyezve van minden megfelelő grafikus kártyával és friss driverekkel rendelkező platformon.[6][7]
- Safari - A Mac OS X Lionra telepített Safari 5.1 támogatja a WebGL-t, de alapértelmezésben ki van kapcsolva.[8]
- Opera - A WebGL-támogatás az Opera 12 kiadás előtti verzióiban jelent meg.[9]
- Internet Explorer - A Microsoft a Windows 8.1-gyel érkező Internet Explorer 11-ben már natívan támogatni fogja. A Chrome Frame és az IEWebGL pluginek támogatják a WebGL-megjelenítést korábbi Internet Explorer alatt.

### Mobil böngészők
- Nokia N900 - A WebGL a mobiltelefon PR1.2 firmware-frissítésével érhető el.[10]
- BlackBerry PlayBook -  A WebGL a PlayBook OS 2.0 WebWorksével érhető el[11]
- Firefox for mobile - A WebGL androidos eszközökön 2011 elejétől elérhető az unstable buildekben.[12]

## Fejlesztés
A WebGL egy nonprofit technológiai konzorcium, a Khronos Group kezelésében van. A WebGL munkacsoport tagjai között szerepel az Apple, a Google, a Mozilla és az Opera. A munkacsoport elnöke Ken Russell.

## Története
A WebGL a Mozillánál dolgozó Vladimir Vukićević Canvas 3D-kísérleteiből fejlődött ki. Vukićević 2006-ban demonstrálta először működő Canvas 3D-prototípusát. 2007 végére a Mozilla és az Opera is rendelkezett saját implementációval.
2009 elején indította el a Mozilla és a Khronos a WebGL Working Groupot. A WebGL-specifikáció 1.0 változatát 2011 márciusában jelentették meg. 2011 májusában a WebGL-ben alapvető biztonsági hiányosságokat találtak, köztük szolgáltatásmegtagadással járó és cross site scripting támadásokat lehetővé tévőket.
2011 októbere óta használja a Google Térkép. Az ismertebb korai alkalmazások között található még a Google body browser.

## Fejlesztői kódkönyvtárak
Számos kódkönyvtár érhető el a WebGL-es fejlesztéshez. A legelőször elérhető a WebGLU library volt. További kódkönyvtárak a GLGE, a C3DL, a Copperlicht, a SpiderGL, a Blend4Web, a PhiloGL Archiválva 2011. november 24-i dátummal a Wayback Machine-ben, a gwt-g3d – G3D (WebGL wrapper) a GWT-hez (Google Web Toolkit), a SceneJS, a X3DOM, az Oak3D, a Processing.js, a Three.js, a Turbulenz, az OSGJS, az XB PointStream és a CubicVR.js.
Az ANGLE (Almost Native Graphics Layer Engine) egy aktív nyílt forrású projekt BSD licenccel, ami a WebGL tartalmak OpenGL ES 2.0 API-hívásait Microsoft Windows platformon lefordítja DirectX 9 API-hívásokká, így nincs szükség külön OpenGL driverekre. 2011 novemberében az ANGLE fontos mérföldkőhöz ért: teljesíti a szigorú OpenGL ES 2.0 tesztet, így GL ES 2.0-kompatibilis implementációnak számít.